# جون كليمنت ويتكومب
جون كليمنت ويتكومب (بالإنجليزية: John C. Whitcomb)‏ هو عالم عقيدة أمريكي، ولد في 22 يونيو 1924 في واشنطن العاصمة في الولايات المتحدة.